# 勝瑞駅
勝瑞駅（しょうずいえき）は、徳島県板野郡藍住町勝瑞字東勝地にある、四国旅客鉄道（JR四国）高徳線の駅である。駅番号はT03。
藍住町唯一の鉄道駅。池谷駅から乗入れる鳴門線の列車も利用可能である。

## 歴史
- 1916年（大正5年）7月1日：阿波電気軌道（後の阿波鉄道）の停留場として開業[1]。
- 1933年（昭和8年）7月1日：阿波鉄道国有化により鉄道省阿波線の駅となる[1]。
- 1957年（昭和32年）3月：当初の位置より南に移転、現在の駅舎が完成。
- 1971年（昭和46年）4月1日：本駅 - 池谷駅間の阿波市場駅が廃止[1]。
- 1984年（昭和59年）2月1日：貨物営業廃止[1]。東邦レーヨン徳島工場専用線
- 1985年（昭和60年）3月14日：荷物扱い廃止[1]。
- 1987年（昭和62年）4月1日：国鉄分割民営化によりJR四国の駅となる[1]。
- 2019年（令和元年）10月：平日の営業時間が短縮され、土休日が休みとなる[4]。
- 2024年（令和6年）3月16日：終日無人化[2][3]。

## 駅構造
一線スルーでホームは相対式2面2線である。通過列車は2番のりばを通過する。かつては単式1面1線であった。駅舎は地上駅舎である。双方のホームは跨線橋で結ばれている。特急「うずしお」の半数程度が停車する。1番のりばは簡易的な造りのホームで、向かい側の2番のりばは駅開業当時からあったホームである。行き違いがある場合を除き、列車は1番のりばに停車する。
特急「うずしお」が停車するのは、下り徳島方面が8便、上り高松・岡山方面が7便の上下計15便（2023年3月18日現在）。
無人駅である。自動券売機が設置されている。キオスクは撤退した。トイレは男女共用の簡易水洗。
勝瑞駅から池谷駅側の最初の踏切は、吉成駅側からの進入する列車が到着する前に遮断される。
池谷駅に停車しない「うずしお」では、勝瑞駅が鳴門線との乗換駅の扱いとなる。なお、この場合は分岐駅通過の場合に基づいた運賃計算の特例が発生する。

### のりば
| のりば | 路線                    | 方向 | 行先           |
| ------ | ----------------------- | ---- | -------------- |
| 1・2   | ■高徳線 （■鳴門線含む） | 下り | 徳島方面       |
| 1・2   | ■高徳線                 | 上り | 板野・高松方面 |
| 1・2   | ■鳴門線                 | 上り | 鳴門方面       |

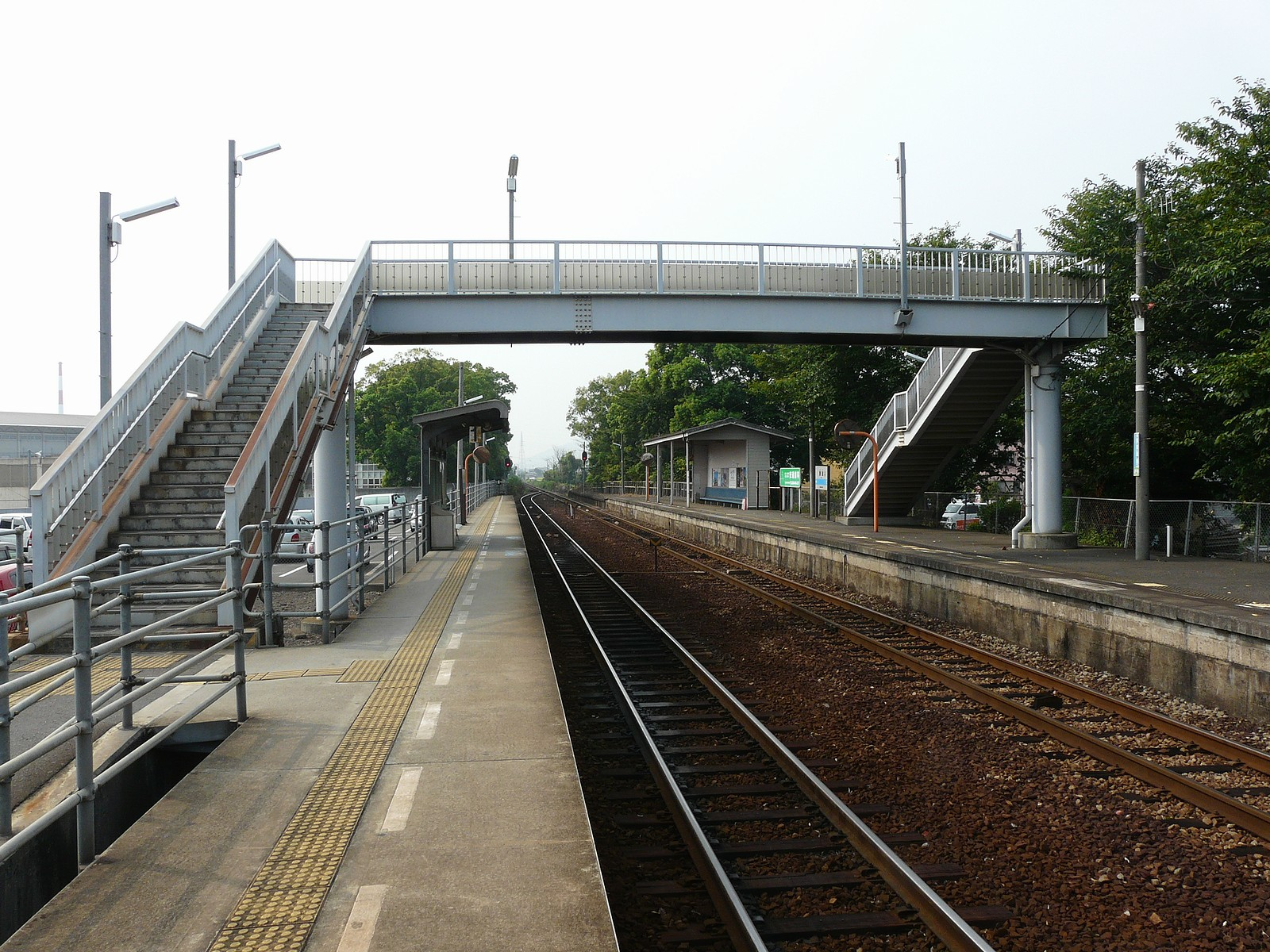
ホーム（2007年、池谷方より）
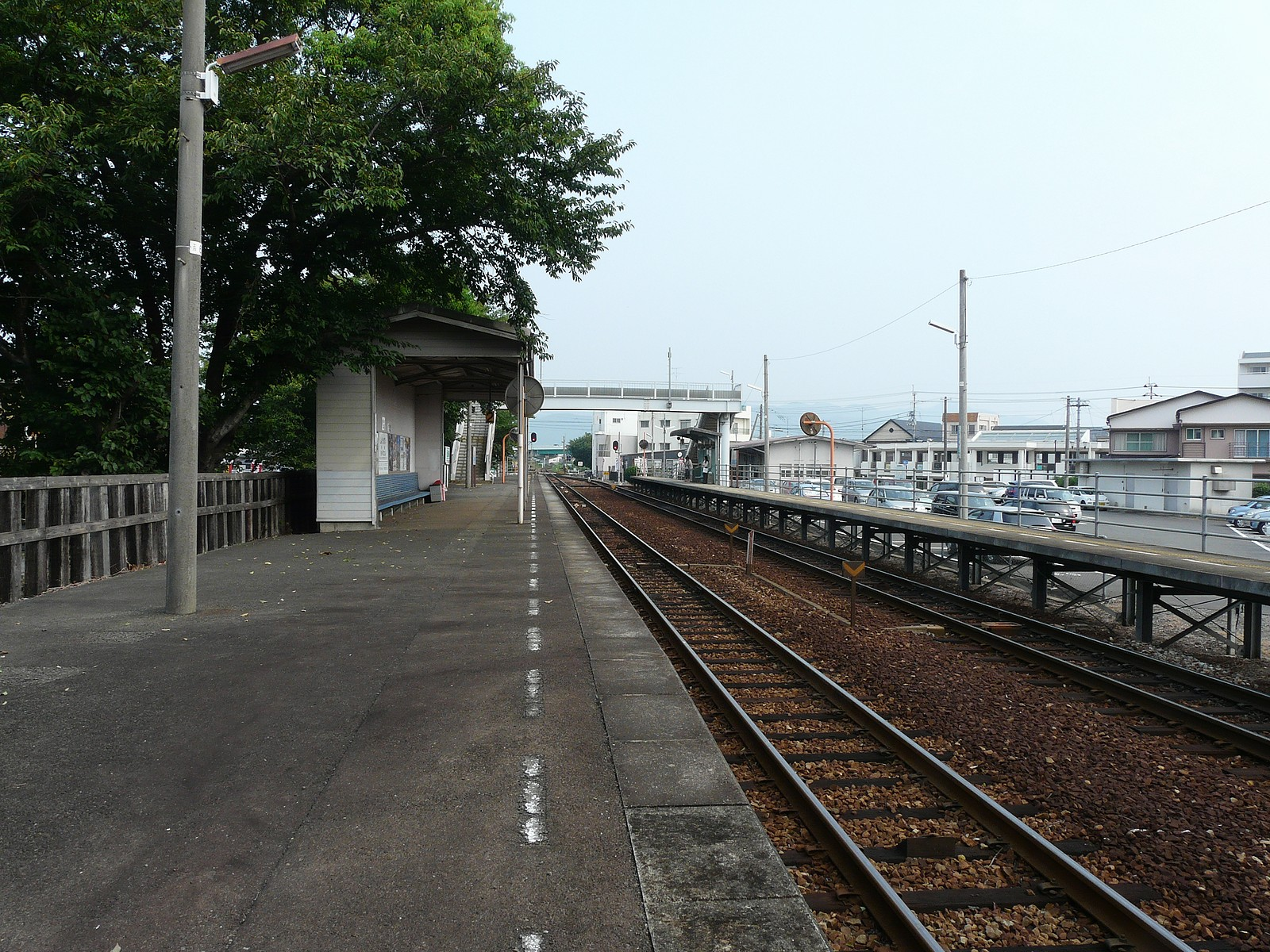
ホーム（2007年、吉成方より）

## 利用状況
2023年（令和5年）度の1日平均乗車人員は1,206人である。徳島県の駅では、徳島駅に次いで2番目に多い。
近年の1日平均乗車人員は以下の通り。
| 年度   | 1日平均 乗車人員 |
| ------ | ---------------- |
| 1995年 | 1,363            |
| 1996年 | 1,355            |
| 1997年 | 1,251            |
| 1998年 | 1,232            |
| 1999年 | 1,237            |
| 2000年 | 1,211            |
| 2001年 | 1,199            |
| 2002年 | 1,100            |
| 2003年 | 1,091            |
| 2004年 | 1,067            |
| 2005年 | 1,066            |
| 2006年 | 1,137            |
| 2007年 | 1,148            |
| 2008年 | 1,134            |
| 2009年 | 1,103            |
| 2010年 | 1,098            |
| 2011年 | 1,091            |
| 2012年 | 1,138            |
| 2013年 | 1,166            |
| 2014年 | 1,131            |
| 2015年 | 1,170            |
| 2016年 | 1,194            |
| 2017年 | 1,205            |
| 2018年 | 1,223            |
| 2019年 | 1,215            |
| 2020年 | 957              |
| 2021年 | 978              |
| 2022年 | 1,141            |
| 2023年 | 1,206            |

## 駅周辺
駅前のロータリーは一方通行。ロータリーの中心には2階建ての藍住町勝瑞駅前自転車等駐車場（無料）がある。藍住町、北島町、徳島市、鳴門市の4市町それぞれの境が近くに位置しており、これらの地区からの利用が中心である。
- 徳島県立徳島北高等学校（徳島市） - 駅より40メートル。朝夕は当校の学生でにぎわう。
- 元東邦レーヨン（現・帝人）徳島工場（北島町、閉鎖） - かつては当駅から徳島工場専用線が伸びていた。
- 四国トーセロ
- 東邦化工建設徳島事業所（帝人グループ）
- 東邦セールス
- 大鵬薬品工業北島工場・大塚ビジネスサポート本社
- 徳島新聞印刷センター
- 徳島トラフィックサービス（徳島新聞輸送）
- 日亜化学工業鳴門工場（鳴門市）
- 勝瑞城跡 - 近年の発掘調査で大規模な庭園など発掘されている。駅から西へ500mほど。
- 見性寺
- 観音寺
- 徳島大正銀行勝瑞支店
- 勝瑞郵便局
- イオンタウン北島
  - ザ・ビッグ 北島店
- マルナカ成長店
- 藍住町立藍住東小学校
- 徳島県道14号松茂吉野線

### バス路線
徳島県道14号線沿いに「勝瑞駅北」停留所があり、徳島バスの鍛冶屋原線と北島藍住線が発着する。

## 隣の駅
四国旅客鉄道（JR四国）
■高徳線
- 特急「うずしお」一部停車駅

■普通（■鳴門線直通列車を含む）
池谷駅 (T04) - 勝瑞駅 (T03) - 吉成駅 (T02)